# Beton Combo
Beton Combo est un groupe allemand de punk rock, originaire de Berlin, actif entre 1979 et 1985. Le groupe est issu de l'environnement du club SO36 à Berlin-Ouest.

## Histoire
Le groupe est formé en 1978 sous le nom de DC-10 dans un club de jeunes d'une école secondaire à Gropiusstadt. Ils donnent leur premier concert en tant que Beton Combo en 1979 au Drugstore et jouent ensuite au « Festival antifasciste » dans le restaurant de l'université technique de Berlin. Le chanteur Heske s'était alors engagé avec Karl-Ulrich Walterbach dans l'organisation du KZ36. Peu après, Walterbach lance AGR, l'un des plus grands labels punk d'Allemagne, et sort Perfektion ist die Sache der Götter, le seul LP de Beton Combo. Quelques EP et contributions à des compilations suivent, avant que le groupe ne se sépare en 1985. Cette année-là, le guitariste Roger décède dans un accident de moto.
En 1994, une compilation intitulée Gute Zeiten - Schlechte Zeiten sort sur le label Nasty Vinyl.

## Signification
Beton Combo est, à l'époque de son existence, l'un des groupes de punk rock politique les plus connus de Berlin. Dans la scène punk du début des années 1980, qui se diversifie, il est, avec Slime, Toxoplasma, Hass et Daily Terror, l'un des principaux représentants du punk rock politique face aux groupes d'art punk, plus différenciés, mais aussi considérés comme plus quelconques dans leur contenu.
Nazis raus !, la chanson la plus connue du groupe, est plus tard reprise entre autres par Slime et Volxsturm et apparait en 1991 comme titre d'une compilation du label Weird System, qui rassemblait des chansons importantes de la scène punk contre les néofascistes.

## Discographie
- 1980 : Perfektion ist Sache der Götter (Aggressive Rockproduktionen)
- 1983 : Sound Limited EP (ou High on War EP) (Sound Ltd. album)
- 1984 : 23 Skidoo (Sasquatch Records)
- 1994 : Gute Zeiten – Schlechte Zeiten (Nasty Vinyl)